# 鉄道自警村
鉄道自警村（てつどうじけいそん）とは、中国東北地区（旧満州）に存在した、南満州鉄道（満鉄）が、鉄道警備のために、その沿線に銃器を所持した日本人農民移民を入植させた独自事業である。

## 概要
1935年（昭和10年）には第一次入植分6か所の鉄道自警村が誕生し、翌1936年（昭和11年）には第一次入植分7か所が誕生した。さらに翌1937年（昭和12年）第三次入植分10か所が誕生し、計23か所の鉄道自警村が存在することになったが、以降は拓務省の委託による満蒙開拓青少年義勇軍を引き受けることになったので、満鉄による鉄道自警村の扱いは終了となった。
なお、この鉄道自警村の存在したのは、満鉄社線沿線ではなく、「国線」と呼ばれる沿線である。「国線」とは、1923年（昭和8年）満鉄所有線以外の満州鉄道全線の国有化法が公布され、鉄道経営と水運の経営が満鉄に委託されたが、それら路線のことを指す。

## 鉄道自警村成立までの経緯
満州国建国当初は、政治的抗日軍（共産匪と呼ばれた）が17万人、一般匪賊が4万人いたとされた。1933年（昭和8年）頃には計7万人くらいといわれていたが、満州の鉄道は、しばしその襲撃に遭うことがあった。列車妨害を少しでも予防するために、鉄道線路の両側500メートルには高粱（コーリャン）、玉蜀黍（トウモロコシ）など背の高い作物の作付けは禁止されていた。しかし、このような措置では、鉄道警備には不十分であり、満鉄のみならず、関東軍も腐心していた。
鉄道防衛のために参考とされたのが、北海道屯田兵である。1875年（明治8年）から25年の間に、札幌近郊と旭川その他に、37か村、7,337戸、39,911人が入植してし、北海道主要地警備と士族救済という二つの目的を達成させようとしたものである。
満鉄は、大正初めから独自の植民事業を行っていたがいずれも失敗に帰し、その理由は移民に対する経済的援助の不足であった。かなりの経済的援助がなければ移民は定着しない。そこで満鉄は、北海道屯田兵の手厚い助成を参考として、経済的裏付けのある自警村移民事業を考案したのである。

## 鉄道自警村の実態

### 鉄道自警村の趣旨
鉄道沿線の主要地に日本人移民村を設置し、村員に銃器をもたせ鉄道の防備に当たらせると同時に独立自営の農業を営ませて、満州農村の繁栄に資することを趣旨とした。

### 鉄道自警村の構成戸数
鉄道自警村一村の構成戸数は、おおむね10戸から30戸をもって構成されると構想された。実際には、後記「鉄道自警村一覧表」からもわかるように、最小戸数6戸、最大戸数29戸で、平均は16.5戸であった。

### 鉄道自警村の村員の資格
第一次と第二次入植者については、原則的に以下の資格要件が必要とされた。満州における鉄道守備隊の満期除隊兵であって、農業に経験をもち、かつ妻帯して入植できるものとされた。村員は銃器を所持して鉄道警備にあたるのであるから、実戦的経験を要求したのであった。ただし、実際にはこの鉄道守備隊の除隊兵でない者も、一村に若干名が配属された。旧満州地区の農業に経験がない除隊兵に対する農業指導員の役割を持たせたのである。
第三次入植者は、拓務省移民に協力する意味もあり、旧満州での現地採用をやめ、満州移住協会に委託して広く日本全国から一般移民と同じ方法で募集された。ただしその際も、鉄道警備という目的のため、在郷軍人であることが要件とされた。

### 鉄道自警村の村員の勤務実態
満鉄鉄路総局には鉄路警備機構として、現場主要駅に鉄道警務段が設けられていた（「段」は日本の「区」にあたる）。この鉄道警務段の下に、警務分署が鉄道各駅に併置され、そこに若干名の警務員が配置されていた。鉄道自警村員は、この警務分署の特別警務員として任命・配属された。一般警務員と同じように交代で所定の勤務に服した。非常の場合は状況に応じて全員が非常任務につくとされた。ただし、常勤勤務体制は入植後5年間のみで、それ以降は非常勤任務のみにつくとされた。

### 鉄道自警村の給与条件
鉄道自警村員は、入植後5年間月給の支給をうけた。1年目が40円、2年目が30円、3年目が20円、4年目・5年目が10円である。年次によって支給額が逓減するのは、入植後年を経るに従って農産物収入が逓増するであろうことを根拠とする。

### 土地、農具、種子の貸与
第一次と第二次入植者については、原則一戸あたり20町歩の農地が貸与された（例外；女児河自警村と高山子自警村が一戸あたり10町歩、訥河自警村が同30町歩）。10年間貸し付けられた後、11年目からは無償譲渡されることになっていた。その他一戸あたり約300坪の宅地が農地と同じ条件で貸し出された。第三次入植者にあっては、一般政府移民と同じ条件にするという考慮から、5カ年据置25カ年均等年賦償還方式に変わった。
農具については、一戸あたり2頭の農馬と耕作器具、脱穀器具が支給され、種子は入植初年度のみ必要量が現物支給された。その他にも、自警村民は鉄道警務員として一定の鉄道無賃乗車証が公布され、満鉄社員共済組合に加入が許可されるとともに医療保険証の交付も受けていた。

## 鉄道自警村の本質
上述からも明らかなように鉄道自警村に対しては、手厚い保護が図られている。移民事業を定着化するには、それだけの経済的な裏付けを要するというのが、本構想のそもそもの出発点であるからである。満鉄がいくら国策会社といえども、鉄道新線を急速に建設していかなければならない使命を有しており、当面の見返りが期待できない移民事業に多額の資本投下することはできない。そこで、鉄道警備という当面差し迫った理由をつけて、満鉄独自の移民事業として展開したのが本鉄道自警村事業であった。

## 鉄道自警村一覧表
| 通番 | 所属鉄道部     | 自警村名     | 入植次 | 戸数 | 人口  | 行政区分       | 所在駅        |
| ---- | -------------- | ------------ | ------ | ---- | ----- | -------------- | ------------- |
| 1    | 錦県鉄道局     | 女児河自警村 | 第一次 | 10戸 | 40人  | 錦州省錦県     | 泰山線 女児河 |
| 2    | 錦県鉄道局     | 高山子自警村 | 第三次 | 22戸 | 88人  | 錦州省黒山県   | 泰山線 高山子 |
| 3    | 吉林鉄道局     | 黒山頭自警村 | 第一次 | 19戸 | 76人  | 四平省海竜県   | 奉吉線 黒山頭 |
| 4    | 吉林鉄道局     | 口前自警村   | 第一次 | 10戸 | 52人  | 吉林省永吉県   | 奉吉線 口前   |
| 5    | 吉林鉄道局     | 靠山屯自警村 | 第三次 | 16戸 | 61人  | 吉林省盤石県   | 奉吉線 靠山屯 |
| 6    | 吉林鉄道局     | 明城自警村   | 第三次 | 24戸 | 90人  | 吉林省盤石県   | 奉吉線 明城   |
| 7    | 吉林鉄道局     | 蛟河自警村   | 第二次 | 21戸 | 91人  | 吉林省蛟河県   | 奉吉線 蛟河   |
| 8    | 牡丹江鉄道局   | 山市自警村   | 第二次 | 19戸 | 75人  | 牡丹江省寧安県 | 浜桜線 山市   |
| 9    | 牡丹江鉄道局   | 寧安自警村   | 第三次 | 19戸 | 82人  | 牡丹江省寧安県 | 図佳線 蘭崗   |
| 10   | 牡丹江鉄道局   | 東京城自警村 | 第三次 | 24戸 | 104人 | 牡丹江省寧安県 | 図佳線 斗溝子 |
| 11   | 哈爾浜鉄道局   | 小城自警村   | 第二次 | 29戸 | 123人 | 吉林省舒蘭県   | 拉浜線 小城   |
| 12   | 哈爾浜鉄道局   | 舒蘭自警村   | 第三次 | 20戸 | 93人  | 吉林省舒蘭県   | 拉浜線 四家房 |
| 13   | 哈爾浜鉄道局   | 五家自警村   | 第三次 | 15戸 | 61人  | 浜江省双城県   | 京浜線 五家   |
| 14   | 哈爾浜鉄道局   | 双城堡自警村 | 第二次 | 11戸 | 63人  | 浜江省双城県   | 京浜線 双城堡 |
| 15   | 哈爾浜鉄道局   | 阿城自警村   | 第三次 | 20戸 | 76人  | 浜江省阿城県   | 浜綏線 阿城   |
| 16   | 哈爾浜鉄道局   | 安達自警村   | 第二次 | 10戸 | 37人  | 浜江省安達県   | 浜洲線 安達   |
| 17   | 哈爾浜鉄道局   | 綏化自警村   | 第一次 | 10戸 | 48人  | 北安省綏化県   | 浜北線 綏化   |
| 18   | 哈爾浜鉄道局   | 白家自警村   | 第三次 | 21戸 | 117人 | 北安省北安県   | 浜北線 白家   |
| 19   | 哈爾浜鉄道局   | 竜鎮自警村   | 第二次 | 12戸 | 62人  | 北安省北安県   | 北黒線 竜鎮   |
| 20   | 斉斉哈爾鉄道局 | 柴崗自警村   | 第二次 | 6戸  | 23人  | 吉林省農安県   | 京白線 柴崗   |
| 21   | 斉斉哈爾鉄道局 | 白城子自警村 | 第一次 | 11戸 | 44人  | 竜江州省白城県 | 平斉線 白城子 |
| 22   | 斉斉哈爾鉄道局 | 泰安自警村   | 第一次 | 7戸  | 29人  | 北安省克山県   | 斉北線 泰安   |
| 23   | 斉斉哈爾鉄道局 | 訥河自警村   | 第三次 | 17戸 | 87人  | 竜江省錦県     | 寧佳線 訥河   |

## 関連文献
- 南満州鉄道株式会社新京支社調査室 編 編『鉄道自警村農家経済調査報告』南満州鉄道〈満鉄調査研究資料第44編〉、1941年。
- 『満鉄記録映画集 第6巻』コニービデオ〈満州アーカイブス〉、2005年7月。ASIN B0009W7ZBQ。